# Mi ritorni in mente (album)
Mi ritorni in mente è un album discografico del trio jazz composto da Stefano Bollani e i musicisti danesi Jesper Bodilsen e Morten Lund, pubblicato nel 2004 dalla Stunt Records.

## Tracce
1. Nature Boy (Eden Ahbez) - 9:32
2. How Deep Is the Ocean (Irving Berlin) - 6:11
3. Se non avessi più te (Franco Migliacci, Bruno Zambrini e Luis Bacalov) - 8:15
4. Someday My Prince Will Come (Frank Churchill) - 6:52
5. Mi ritorni in mente (Mogol - Lucio Battisti) - 6:17
6. Dark Valley Serenade (Bollani) - 4:28
7. Billies Bounce (Charlie Parker)  - 3:59
8. The Summer Knows (Michel Legrand) - 4:56
9. Liten Karin (Traditionale - arr. Mattias Svens) - 7:41